# Майкъл Касът
Майкъл Касът (на английски: Michael Cassutt) е американски сценарист, продуцент и писател на произведения в жанра научна фантастика и фентъзи.

## Биография и творчество
Майкъл Йозеф Касът е роден на 13 април 1954 г. в Оуатона, Минесота, САЩ. Израства в Хъдсън, Уисконсин, където завършва гимназия „Хъдсън“. Завършва Университета на Аризона в Тусон с бакалавърска степен по радио-телевизия. След дипрломирането си в периода 1975-1978 г. работи като диджей и оперативен мениджър на радио програми на „KHYT Radio“ в Тусон. После в периода 1979-1985 г. е изпълнителен директор на детска програма на телевизионна мрежа за Си Би Ес в Лос Анджелис. Заедно с работата си започва да пише сценарии за телевизионни сериали и от 1985 г. минава на свободна практика. От 2000 г. е и журналист към Scifi.com.
Първият му разказ „A Second Death“ е публикуван през 1974 г. Автор е на над 30 разказа. През 1986 г. е издаден първият му роман „The Star Country“.
През 2011 г. е публикуват първият роман „Небесна сянка“ от едноименната фантастична поредица в съавторство с Дейвид С. Гойър. Два космически апарата се състезават кой пръв ще стигне до огромен астероид, който отива към Слънцето, но кацайки на него разбират, че той е послание от отчаяна интелигентна извънземна раса.
Майкъл Касът живее със семейството си в ос Анджелис.

## Произведения

### Самостоятелни романи
- The Star Country (1986)
- Dragon Season (1991)
- Missing Man (1998)
- Red Moon (2000)
- Tango Midnight (2003)

### Серия „Небесна сянка“ (Heaven's Shadow) – сДейвид С. Гойър
1. Heaven's Shadow (2011)
Небесна сянка, изд.: ИК „Бард“, София (2013), прев. Милена Илиева
2. Heaven's War (2012)
3. Heaven's Fall (2013)

### Разкази
- Hunting (1978)
- Stillwater, 1896 (1984)
- A Method of Reaching Extreme Altitudes (1993)
- Night Life (1993)
- The Longer Voyage (1996)

### Документалистика
- Who's Who in Space (1987)
- Deke! (1994) – с Доналд К. Слейтън
- We Have Capture (2002)

### Екранизации
- 1982 Love, Sidney – ТВ сериал, (story – 1 episode)
- 1982 Gloria – ТВ сериал, (story by – 1 episode)
- 1983 It's Not Easy – ТВ сериал, 1 епизод
- 1983-1984 Alice – ТВ сериал, 2 епизода
- 1985 Misfits of Science – ТВ сериал, 1 епизод
- 1985 Dungeons & Dragons – ТВ сериал, 1 епизод
- 1986 Simon & Simon – ТВ сериал, 1 епизод
- 1986 Centurions – ТВ сериал, 1 епизод
- 1987 The Wizard – ТВ сериал, 1 епизод
- 1985-1987 The Twilight Zone – ТВ сериал, 3 епизода
- 1988 Beauty and the Beast – ТВ сериал, 1 епизод
- 1987-1988 Max Headroom – ТВ сериал, 4 епизода
- 1988 Pulse Pounders – по част от „Dungeonmaster II“
- 1988 – 1989 TV 101 – ТВ сериал, 5 епизода, продуцент
- 1990 – 1991 WIOU – ТВ сериал, 3 епизода, продуцент
- 1992 Eerie, Indiana – ТВ сериал, 2 епизода, продуцент
- 1993 Sirens – ТВ сериал, 2 епизода
- 1993 Seaquest DSV – ТВ сериал, 1 епизод
- 1995-1996 Strange Luck – ТВ сериал, 3 епизода, продуцент
- 1996 The Adventures of Sinbad – ТВ сериал, 1 епизод
- 1996 Mr. & Mrs. Smith – ТВ сериал, 1 епизод
- 1997 – 1998 Beverly Hills, 90210 – ТВ сериал, 6 епизода, продуцент
- 1999 Седем дни – ТВ сериал, 1 епизод, продуцент
- 2000 Farscape – ТВ сериал, 1 епизод
- 2002 Andromeda – ТВ сериал, 1 епизод
- 2000 – 2003 Старгейт SG-1 – ТВ сериал, 2 епизода
- 2003 Odyssey 5 – ТВ сериал, 1 епизод
- 2003-2004 Мъртвата зона – ТВ сериал, 1 епизод
- 2010 Singularity – видеоигра
- 2014-2017 Z Nation – ТВ сериал, 8 епизода, продуцент